# Rafael García (Fußballspieler, 1989)
Rafael García, vollständiger Name Rafael García Casanova, (* 6. Januar 1989 oder 16. Januar 1989 in Maldonado) ist ein ehemaliger uruguayischer Fußballspieler und heutiger -trainer.

## Verein
García spielte zunächst in seiner Heimatstadt Maldonado im sogenannten baby fútbol bei Deportivo Maldonado. Im Alter von 16 Jahren schloss er sich dann der Nachwuchsmannschaft Nacional Montevideos an. Der 1,83 Meter große Defensivakteur, der sowohl in der Abwehr als auch im Mittelfeld eingesetzt wird, stand in der Spielzeit 2010/11 im Rahmen eines Ausleihgeschäfts im Erstligakader der Rampla Juniors und absolvierte dort 24 Partien in der Primera División, in denen er ein Tor erzielte. In der Folgesaison spielte er für Nacional Montevideo, lief zweimal in der Liga und einmal in der Copa Libertadores auf und wurde mit seiner Mannschaft Uruguayischer Meister. Sodann wechselt er auf Leihbasis zu Fénix. In der Saison 2012/13 bestritt er dort je nach Quellenlage 23 oder 24 Ligaspiele und erzielte ein Tor. Zur Spielzeit 2013/14 kehrte er zu Nacional Montevideo zurück. In der Saison 2013/14 absolvierte er elf Ligaspiele für die Bolsos (kein Tor) und kam in fünf Partien der Copa Libertadores 2014 zum Einsatz. In der Saison 2014/15 wurde er in 14 Erstligaspielen (kein Tor) eingesetzt. Am 21. Dezember 2014 unterschrieb er einen Vertrag beim von Alfredo Tena trainierten mexikanischen Klub Monarcas Morelia. Die Transferbedingungen des auf ein Jahr befristeten Leihgeschäfts mit Kaufoption beinhalteten eine Ablösesumme in Höhe von 550.000 Dollar und eine 30-prozentige Beteiligung Nacionals bei einem zukünftigen Wechsel Garcías. Für die Mexikaner absolvierte er sechs Begegnungen (kein Tor) in der Primera División und eine (kein Tor) in der Copa Libertadores 2015. Anfang Juli 2015 kehrte er zu Nacional zurück und wurde ohne Pflichtspieleinsatz im Januar 2016 erneut ausgeliehen. Aufnehmender Verein war dieses Mal Defensa y Justicia aus Argentinien. Ohne Pflichtspieleinsatz für die Argentinier kehrte er Anfang Juni 2016 zu Nacional Montevideo zurück. In der Saison 2016 kam er bei den Montevideanern zweimal (kein Tor) in der Liga zum Einsatz und wurde mit dem Team Uruguayischer Meister.

## Erfolge
- Uruguayischer Meister: 2011/12, 2014/15, 2016, 2019, 2020